# Cachoeirinha (Pernambouc)
Pour les articles homonymes, voir Cachoeirinha (homonymie).
Cachoeirinha est une municipalité brésilienne située dans l'État du Pernambouc.